# Régis Marcon
Pour les articles homonymes, voir Marcon et Régis.
Régis Marcon, né le 14 juin 1956 à Saint-Bonnet-le-Froid, en Haute-Loire, est un chef cuisinier français, lauréat du Bocuse d'or en 1995 au Concours mondial de la cuisine. Il est propriétaire dans son village natal du Restaurant Marcon, récompensé de trois étoiles au Guide Michelin depuis 2005.
Il est le frère de l'homme politique Jean-Pierre Marcon et le père des chefs cuisiniers Jacques et Paul Marcon, ce dernier ayant remporté le Bocuse d'or 2025.

## Biographie
Régis Marcon naît le 14 juin 1956 dans une famille de sept enfants, à Saint-Bonnet-le-Froid, un village d'altitude (1 117 mètres) du département de la Haute-Loire, aux confins du Velay et du Vivarais. Ses parents s'y sont établis en 1948. Son père, Joannès, est marchand de vin. Sa mère, Marie-Louise, est cuisinière. Elle tient un café qu'elle a converti en un restaurant traditionnel, doté de quelques chambres, L'Auberge des Cimes.
Joannès meurt en 1968, à 52 ans. Les enfants arrêtent leurs études pour aider leur mère à tenir l'affaire familiale.
Lorsque Régis a 15 ans, il est attiré par les métiers du sport et les arts plastiques. Mais sa mère l'inscrit au lycée hôtelier de Grenoble. Là, il prend goût à la cuisine, grâce notamment à son formateur en pâtisserie. En 1974, il obtient un CAP et un BEP de cuisine.
En 1975, son frère André ouvre l'hôtel La Découverte dans le village natal. En 1977, détenteur du brevet national de pisteur secouriste, Régis dirige une école de ski à La Bourboule. En 1978, à 22 ans, il se marie avec Michèle, et revient à Saint-Bonnet-le-Froid pour aider sa mère à l'Auberge des Cimes.

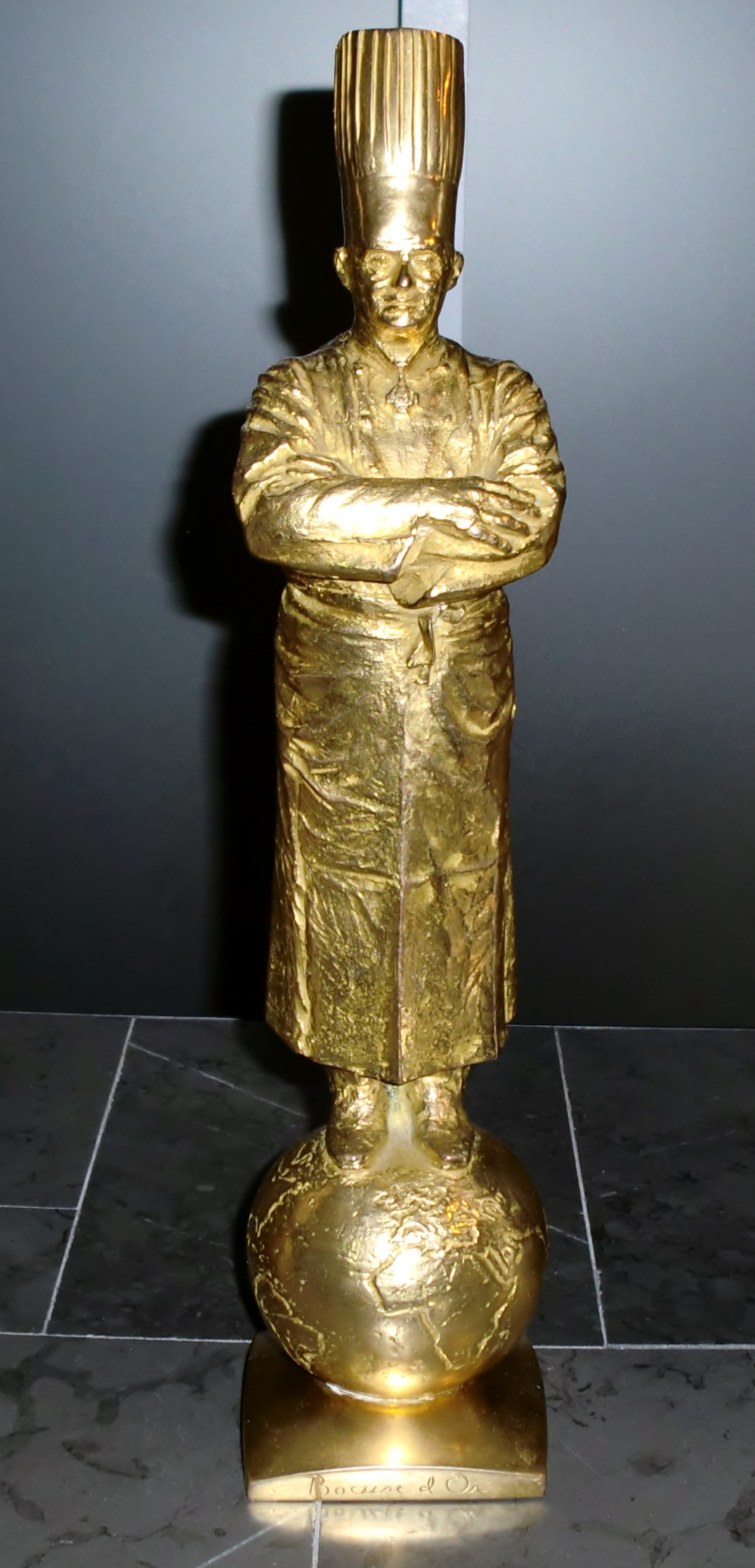
En 1995, l'obtention du Bocuse d'or accroît la renommée de Régis Marcon.

Le 1er mai 1979, il reprend l'affaire,. En 1983, il obtient le brevet de maîtrise cuisine. En 1981 et en 1986, il aménage et rénove son établissement. En 1987, le restaurant apparaît pour la première fois dans le guide Gault et Millau, avec la note de 15 sur 20. En 1989, Régis Marcon est lauréat du prix culinaire international Pierre-Taittinger, et, en 1990, il est récompensé d'une première étoile dans le Guide Michelin. En 1992, il est lauréat du prix Brillat-Savarin.
En 1995, au Concours mondial de la cuisine, il représente la France lors de la finale et remporte le Bocuse d'or, qui lui vaut une renommée internationale. En 1997, il décroche sa deuxième étoile Michelin. Le guide Gault et Millau 2001 lui décerne trois toques et le titre de Cuisinier de l’année. La même année, ses pairs l'élisent également Cuisinier de l'année dans le magazine professionnel Le Chef. En 2004, il ouvre une boulangerie, La Chanterelle, au centre de son village. En 2005, l'Auberge des Cimes obtient sa troisième étoile Michelin.
Régis et Michèle Marcon ont quatre enfants : Jacques, Marie, Thomas et Paul. En août 2005, l'aîné, Jacques, revient à Saint-Bonnet-le-Froid, après avoir fait ses classes au Restaurant de l’Hôtel de Ville de Crissier, à l’école des arts culinaires Lenôtre et à l'Hôtel Élysée Palace de Paris.
Le 3 octobre 2005, le restaurant est transféré au sommet d'une colline, au lieu-dit Larsiallias, dans une nouvelle construction qui offre également dix chambres d'hôtel. Le restaurant est doté d'une cuisine de 200 m2 et d'une salle de 60 places. Il prend le nom de Régis et Jacques Marcon. Le 11 mars 2006, l'ancienne Auberge des Cimes devient le Bistrot La Coulemelle.

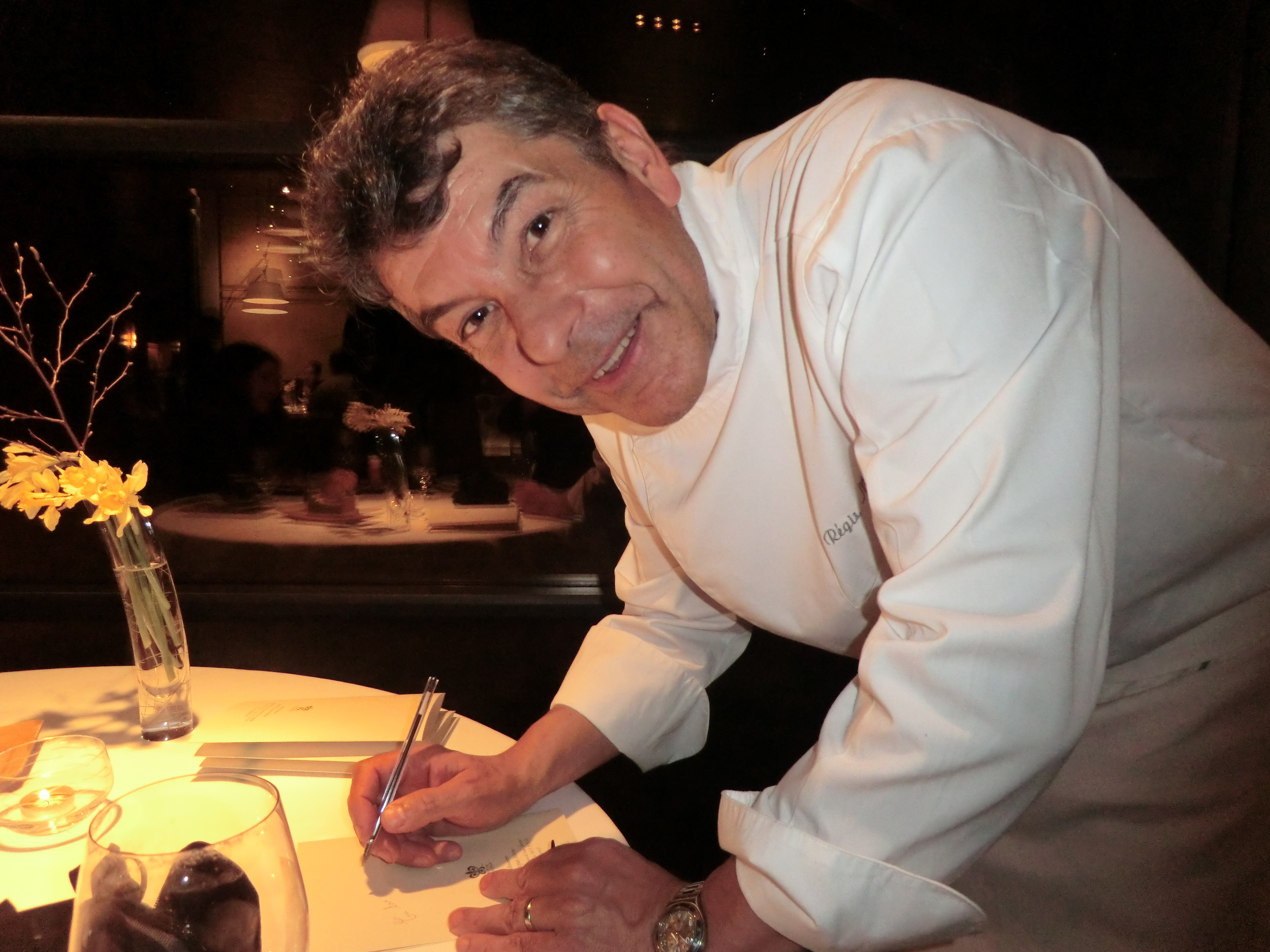
Régis Marcon en mars 2012.

Cinq toques  sont attribuées au restaurant Régis et Jacques Marcon dans le guide Gault et Millau 2010. En juin 2013, Régis Marcon succède à Jacky Fréon en tant que président des Bocuse d'or France. En 2013, il devient président du comité d’organisation stratégique de la Cité internationale de la gastronomie de Lyon. Il voit sa note portée à 19 sur 20 dans le guide Gault et Millau 2018, et à 19,5 dans le guide 2019.
Paul, le plus jeune de ses enfants, est également cuisinier. Il se forme à Lyon chez Jérémy Galvan et au Prairial, puis à Stockholm, à l'Aira,. En juillet 2023, il intègre la cuisine du Restaurant Marcon. Le 27 janvier 2025, trente ans après son père, il remporte le Bocuse d'or.

## Cuisine
Le Restaurant Marcon a son propre potager biologique, qui lui fournit une bonne partie de ses légumes. Pour le reste, le menu est dicté par la cueillette et le marché. « Entre Haute-Loire et Ardèche, dit Régis Marcon, notre cuisine reflète les liens forts que nous avons noués avec cette terre et cette culture. » Il tient à s'inscrire dans une tradition régionale en faisant découvrir, au gré des saisons, les richesses du terroir : fleurs et plantes sauvages (cistre, verveine, ache des montagnes, fleurs de sureau…), herbes (plantain, achillée…), champignons des sous-bois d'alentour, châtaignes, lentilles vertes du Puy, bœuf fin gras du Mézenc, agneau noir du Velay, fromages d'Auvergne (salers, fourme fermière de Valcivières, saint-nectaire…), myrtilles, vins de la vallée du Rhône…
Marcon sait mettre en valeur l'authenticité de la cuisine paysanne locale, tout en s'autorisant une grande créativité, avec des alliances surprenantes. La carte change toutes les semaines,.

## Établissements
Contrairement à d'autres grands chefs français, Régis Marcon n'ouvre pas de nouveaux établissements à l'étranger. Les « Maisons Marcon », où s'impliquent plusieurs membres de sa famille, sont toutes à Saint-Bonnet-le-Froid :
- Restaurant Marcon, 3 étoiles Michelin
- Bistrot La Coulemelle
- Bar de Païs
- école de cuisine pour amateurs de tous niveaux[5]
- La Chanterelle, boulangerie, pâtisserie, salon de thé
- Hôtel Marcon, 4 étoiles, Relais & Châteaux
- hôtel Le Clos des Cimes, 3 étoiles
- hôtel La Découverte, 3 étoiles
- spa Nature et Santé, dirigé par Thomas, le deuxième fils de Régis Marcon[25]

## Récompenses et distinctions
- 1989. Prix Taittinger[5],[6]
- 1992. Prix Brillat-Savarin[5]
- 1995. Bocuse d'or[7]
- 2001. Chef de l'année dans le guide Gault et Millau[6]
- 2005. Troisième étoile dans le Guide Michelin[9]
- 2010. Cinq toques dans le guide Gault et Millau[11]
- 2019. 19,5 sur 20 dans le guide Gault et Millau[14]
- 2019. Officier de la Légion d'honneur[26]
- 2019. Entrée dans l’académie des « Toques d'or », créée cette année-là par le guide Gault et Millau. Distinguant dix grands chefs de la gastronomie française, elle est décernée à vie, et hors d'atteinte pour ce qui concerne la notation. « Les impétrants, précise la direction de Gault et Millau, doivent avoir obtenu, durant au moins trente ans, un minimum de 17 sur 20 et quatre toques, et prendre encore aujourd'hui une part active dans leurs(s) restaurant(s)[27]. »

## Publications
- Ma cuisine des champignons, Paris, Calmann-Lévy, 2001. Rééd. Paris, Marabout, 2003
- La Cuisine de Régis Marcon, Le Miroir, 2003
- Champignons, Paris, La Martinière, 2013
- Avec Jacques Marcon, Recettes d'automne, Sayat, Borée, 2013
- Avec Jacques Marcon, Recettes de printemps, Borée, 2014
- Avec Jacques Marcon, Recettes d'hiver, Borée, 2014
- Avec Jacques Marcon, Recettes d'été, Borée, 2014
- Régis Marcon, un chef 3 étoiles, Le Chêne, 2015
- Avec Jacques Marcon, Best of Régis et Jacques Marcon, Issy-les-Moulineaux, Ducasse, 2015
- Herbes : 70 herbes potagères et sauvages, La Martinière, 2016
- Céréales et légumineuses, La Martinière, 2018
- Légumes, La Martinière, 2020
- « Ça ira mieux demain ? », dans La Cuisine de demain vue par 50 étoiles d’aujourd’hui (dirigé par Kilien Stengel, Paris, L'Harmattan, 2021